# Miwa
Miwa (Hayama, 15 giugno 1990) è una cantautrice giapponese. Ha debuttato nel 2010 con il singolo Don't Cry Anymore, che è stato utilizzato come tema musicale del dorama Nakanai to kimeta hi.

## Biografia
Miwa è nata ad Hayama ma si è trasferita a Tokyo durante l'infanzia. Ha ereditato la passione per la musica da suo padre, che era un grande appassionato.
Inizia a scrivere canzoni all'età di quindici anni, ed impara da autodidatta a suonare la chitarra durante le scuole superiori, benché poi sia passata a prendere delle lezioni professionali. Con i risparmi accumulati grazie ad alcuni lavori part time, durante il secondo anno di superiori compra una chitarra Gibson J-45. In seguito, Miwa inizierà a suonare dal vivo durante concerti fra Shimokitazawa, Tokyo e Okinawa durante l'estate. In questi anni pubblica due singoli indipendenti: Song for You/Today nel 2007 e Soba ni itai kara nel 2008.
Durante il terzo anno di scuole superiori ottiene un contratto con la Sony Music Entertainment Japan, grazie al quale nel 2012 debutta ufficialmente, mentre frequenta l'Università Keio. Il suo singolo di debutto, Don't Cry Anymore, viene utilizzato come tema musicale del dorama televisivo Nakanai to kimeta hi. Il singolo ottiene un buon riscontro commerciale, entrando nella top 20 della Oricon e ottenendo oltre un milione di download, secondo i rilevamenti della RIAJ. Ad aprile 2010, il brano vince il premio come miglior tema musicale di un dorama in occasione della sessantaquattresima edizione dei Television Drama Academy Awards, battendo le popolari Troublemaker degli Arashi e Hanabi dei Mr. Children.
Miwa pubblica il suo secondo singolo, Little Girl, a fine giugno 2010. Il suo terzo singolo, Change, viene utilizzato come dodicesima sigla dell'anime Bleach, ed entra nella top ten della Oricon.
Per l'adattamento animato del romanzo di Eto Mori Colorful, Miwa ha interpretato due canzoni di celebri cantanti giapponesi: Boku ga boku de aru tame ni di Yutaka Ozaki e Aozora dei The Blue Hearts. Entrambi i brani sono stati pubblicati come singoli digitali il 12 agosto 2010.
Miwa ha dichiarato di considerare Sheryl Crow, i Deep Purple, Carole King, Avril Lavigne e Taylor Swift come i suoi cantanti preferiti. Fra gli artisti giapponesi invece apprezza molto Aiko, Angela Aki, Radwimps e YUKI.
In precedenza Miwa ha lavorato anche come DJ durante un programma radiofonico mensile su All Night Nippon, intitolato miwa no All Night Nippon R, ogni terzo lunedì del mese dalla 3:00 alle 5:00 del mattino. Successivamente il programma è diventato settimanale, ed è stato ribattezzato miwa no All Night Nippon, in onda ogni giovedì dall'1:00 alle 3:00 del mattino.
Miwa ha pubblicato il suo primo album Guitarissimo il 6 aprile 2011, dopo essere stato posticipato per via del terremoto del 2011. L'album ha raggiunto la vetta della classifica degli album più venduti in Giappone.

## Discografia

### Album
| Anno | Informazioni | Posizione Oricon | Vendite |
| ---- | --- | ---------------- | ------- |
| 2011 | Guitarissimo - Data di pubblicazione: 6 aprile 2011 - Etichetta: Sony (SRCL-7599) - Formati: Compact disc, download digitale | 1                | 66,000  |
| 2012 | Guitarium - Data di pubblicazione: 14 marzo 2012 - Etichetta: Sony (SRCL-7892) - Formati: Compact disc, download digitale    | 3                | 62 338  |
| 2013 | Delight - Data di pubblicazione: 22 maggio 2013 - Etichetta: Sony (SRCL-7892) - Formati: Compact disc, download digitale     | 1                | 95 033  |

### Singoli
| Anno | Titolo                                                             | Note | Posizione in classifica | Posizione in classifica           | Posizione in classifica | Oricon | Album        |
| Anno | Titolo                                                             | Note | Oricon singles charts   | Billboard Billboard Japan Hot 100 | RIAJ digital tracks     | Oricon | Album        |
| ---- | ------------------------------------------------------------------ | --- | ----------------------- | --------------------------------- | ----------------------- | ------ | ------------ |
| 2010 | Don't Cry Anymore                                                  | Disco d'oro per le suonerie | 11                      | 2                                 | 3                       | 22 000 | Guitarissimo |
| 2010 | Little Girl                                                        | | 18                      | 84                                | 59                      | 8 200  | Guitarissimo |
| 2010 | Change                                                             | | 8                       | 12                                | 4                       | 20 000 | Guitarissimo |
| 2010 | Otoshimono                                                         | | 14                      | 39                                | 19                      | 18 000 | Guitarissimo |
| 2011 | Haru ni nattara (春になったら? "Quando arriva la primavera")       | | 10                      | 22                                | 12                      | 16 000 | Guitarissimo |
| 2011 | 441                                                                | | 7                       | 11                                | 21                      | 21 000 | Guitarium    |
| 2011 | Friday-Ma-Magic                                                    | | 9                       | 15                                |                         |        | Guitarium    |
| 2012 | Kataomoi (片想い?)                                                 | | 7                       | 8                                 |                         | 21 000 | Guitarium    |
| 2012 | Hikari e (ヒカリヘ?)                                               | La title track è stata certificata disco d'oro nei download per cellulari (100 000 copie) e di platino nei download digitali via PC (250 000 copie). | 4                       | 4                                 | －                      | 77 000 | Delight      |
| 2013 | Hoissuru: Kimi to sugoshita hibi (ホイッスル〜君と過ごした日々〜?) | | 4                       | 2                                 | -                       | 40 678 | Delight      |
| 2013 | Miracle (ミラクル?)                                                | | 6                       | 4                                 | -                       | 29 245 | Delight      |
| 2013 | Faraway/Kiss you                                                   | | 6                       | 6                                 | -                       | -      |              |
| 2014 | Faith                                                              | | 4                       | 2                                 | -                       | 39 482 |              |
| 2014 | Kimi ni deaetakara (君に出会えたから?)                             | | 4                       | 2                                 | -                       | 25 025 |              |